# Nicolas Jean-Prost
Nicolas Jean-Prost (* 1. Mai 1967 in Le Sentier, Schweiz) ist ein ehemaliger französischer Skispringer.

## Werdegang
Jean-Prost wurde 1989 in den Nationalkader der Franzosen aufgenommen und absolvierte am 4. Januar 1989 in Innsbruck, Österreich seinen ersten Weltcup, den er jedoch nur als 75. beenden konnte. Bei den darauf folgenden Nordischen Skiweltmeisterschaften 1989 erreichte er auf Normalschanze den 63. und auf der Großschanze den 64. Platz. In der Saison 1989/90 war sein bestes Einzelergebnis ein 23. Platz in Thunder Bay, Kanada. Bei der Skiflug-Weltmeisterschaft 1990 in Vikersund erreichte er den 46. Platz. Nach einer weiteren Saison im Weltcup wurde er für das französische Team für die Olympischen Winterspiele 1992 in Albertville nominiert. Dabei erreichte er am 9. Februar 1992 auf der Normalschanze den 19. Platz und am 16. Februar auf der Großschanze den 51. Platz. In der folgenden Saison 1992/93 erreichte er mit dem 5. Platz im Weltcup-Springen am 19. Februar 1992 in Sapporo, Japan sein bis dahin bestes Einzelergebnis. Bei den Nordischen Skiweltmeisterschaften 1993 in Falun, Schweden erreichte er am 19. Februar 1993 gemeinsam mit seinen Teamkollegen Jérôme Gay, Steve Delaup und Didier Mollard im Teamspringen überraschend den 4. Platz, noch vor den Teams aus Japan und Finnland. Bei den Olympischen Winterspielen 1994 in Lillehammer konnte er mit dem Team in gleicher Besetzung nicht an die Leistung von der WM anknüpfen und landete nur auf dem 6. Platz. Im darauffolgenden Wettkampf auf der Großschanze erreichte er lediglich den 47. Platz, konnte aber auf der Normalschanze den 22. Platz erreichen. Bei der einen Monat später stattfindenden Skiflug-Weltmeisterschaft 1994 in Planica stand am Ende ein 20. Platz auf der Ergebnisliste. In der folgenden Saison 1994/95 erreichte er nach mehreren Top-10-Platzierungen mit dem Gesamtweltcup-Platz 13 das beste Saisonergebnis seiner Karriere. Bei den Wettkämpfen der Nordischen Skiweltmeisterschaften 1995 steigerte er die Ergebnisse von 1993. So konnte er neben dem 4. Platz im Teamspringen einen 6. Platz auf der Großschanze erreichen. Nach einem 16. Platz bei der Skiflug-Weltmeisterschaft 1996 nahm er beim Saisonfinale 1995/96 auf dem Holmenkollbakken letztmals an einem internationalen Wettbewerb teil.

## Erfolge

### Schanzenrekorde
| Ort        | Land        | Weite               | aufgestellt am   | Rekord bis      |
| ---------- | ----------- | ------------------- | ---------------- | --------------- |
| Oberstdorf | Deutschland | 193,0 m (HS: 225 m) | 23. Februar 1995 | 25. Januar 1998 |